# Cheswold (Delaware)
Cheswold je gradić u američkoj saveznoj državi Delaware. Prema popisu stanovništva iz 2010. u njemu je živjelo 1.380 stanovnika.